# 牡佳客运专线
牡佳客运专线，正式名称为沈佳高铁牡佳段，通称牡佳高铁，是中华人民共和国黑龙江省牡丹江市至同省佳木斯市的一条客运专线，最高时速250公里，也是中国最东的高速铁路。线路从既有滨绥铁路牡丹江站引出，途经鸡西市、七台河市、双鸭山市，引入既有图佳铁路佳木斯站，全长372公里。全线新建桥梁143座，隧道34座，桥隧比占线路全长的56%，由中国铁路总公司和黑龙江省共同出资修建，于2021年12月6日正式开通运营。项目建成后，两地列车运行时长由此前的7小时左右缩短至2小时，并与哈牡客运专线、哈佳铁路形成黑龙江省东部高铁环线，缩短了黑龙江东部城市间的距离。作为沈佳高速铁路的重要组成部分，对完善东北地区高速铁路网布局起到重要作用。

## 线路走向
牡佳客运专线由既有牡丹江站东侧引出，跨越牡丹江后至南城子村西北侧设桦林东站（越行站），向北沿鹤大高速公路行进至林口县，在距离县城南5.5km处设林口南站，之后折向东至鸡西市境内，在距离市区西9km处于恒山区柳毛乡设鸡西西站，出站后向北行进，在七台河市鹤大高速公路和依七高速公路互通西南1km处于小五站镇东侧设七台河西站，之后线路继续向北行进至佳木斯市桦南县，在县城东侧距桦南站4.2km处设桦南东站，出站后线路折向东北方向穿越七星峰森林和地质公园后进入双鸭山市境内，于市区西北侧距离西环线1.6km与集贤县交界处设双鸭山西站，出站后线路跨越哈同高速公路沿既有佳富铁路通道向西行进，在桦川县四马架镇规划佳木斯新机场处预留四马架北站，出站后线路继续向西，外绕佳木斯站相关附属设施后引入既有佳木斯站。全线共设9座车站，除桦林东站和四马架北站外，其余车站均办理客运业务；此外本线还预留福利屯西线路所，并新建牡丹江动车运用所和佳木斯动车存车场各1座。

## 历史
2014年，铁三院开始对新建牡佳客运专线项目进行调研，次年初步设计成功开展。
2016年6月，完成项目可行性研究设计；9月5日，原黑龙江省环境保护厅批复了本项目环境影响报告书。9月-10月，国家发改委审查并批复了牡佳客运专线项目可研报告。同月，中国铁设完成了本项目初步设计。11月8日，全线开工建设仪式在双鸭山市成功举行，项目正式开始建设。
2017年5月28日，牡佳客运专线初步设计获得中国铁路总公司和黑龙江省人民政府共同批复。9月23日，牡佳客专首根桩基于双鸭山市集贤县境内成功开钻，项目全线开工。
2018年8月18日，全线首榀箱梁成功架设在勃利县牡佳客专小五站河特大桥。
2019年5月27日，全线首座特大桥，位于桦南县境内的八虎力河特大桥（32+48+32）米连续梁顺利合龙。7月19日，全线首条转体连续梁，跨佳富铁路1号特大桥连续梁成功合龙。8月8日，牡佳客专佳木斯铁路枢纽重难点工程，全长3450米的佳木斯特大桥连续梁顺利合龙。10月17日，牡佳客专全线控制性工程之一，位于牡丹江市境内的牡丹江特大桥128米连续梁顺利合龙。
2020年5月23日，全线唯一一座高瓦斯高风险隧道，全长9490米的麻山隧道成功贯通。6月15日，牡佳高铁正式进入铺轨施工阶段。同月20日，牡佳全线第三长隧，5330米的团结隧道贯通。7月15日，牡佳高铁架梁工程全部完成；次日，全线新建车站桦南东站率先完成封顶。同月30日，全线最长隧道暨控制性工程之一，长达10291米的七星峰隧道成功贯通。8月10日，牡佳高铁峻山隧道顺利贯通，标志着全线34座隧道全部贯通。11月30日上午10时30分，牡佳客专全线铺轨贯通。
2021年4月1日，全线进入静态验收阶段，并于6月4日通过验收。6月10日，牡佳高铁进入联调联试阶段，联调联试过程中，最高运行速度达275千米/时。8月15日，复兴号高寒动车组首次参与牡佳高铁联调联试。同月19日，全线进入试运行阶段。
2021年12月4日早8时，牡佳高铁车票开始发售。12月6日，牡佳客运专线正式开通运营，本线开行终到大连北、北京朝阳等地的高速动车组列车。同月27日，哈尔滨局集团公司率先在本线推出计次票和定期票服务。
2025年起，本线首次开行复兴号CR400BF型电力动车组。